# Ду-Хо Сю
Ду Хо Сю (хангиль 서도호; нар. 1962, Сеул, Південна Корея) — корейський скульптор та митець-інсталятор.

## Життєпис
Народився в Сеулі,Корея в 1962 році. Отримав ступінь бакалавра та магістра в Сеульському національному університеті. Служив у збройних силах Південної Кореї.
Переїхав до СШАбде продовжив навчався у школі дизайну в Род-Айленді та Єльському університеті.
Вів мандрівне життя. Міграція, як просторова, так і психологічна, була однією з тем Сю, що проявилася у його творчості. Його роботи досліджують взаємозв'язок між індивідуальністю, колективністю та анонімністю. Відомий своїми хитромудрими скульптурами, які кидають виклик звичайним уявленням про масштаб і специфічність вигляду, робота Суха звертає увагу на форми, які глядачі займають та населяють у публічному просторі. Зацікавлений у ковкості космосу як у його фізичних, так і метафоричних проявах, До Хо Сух будує специфічні для світу установи, що ставлять під сумнів ідентичність.
Мав персональні виставки у «Вітрині мистецтв та архітектури» (2010), в галереї «Серпантин», що у Лондоні (2002), в музеї мистецтв Сіетла, музеї американського мистецтва Вітні та в Центрі Арцондже в Кореї. Брав участь у групових виставках у Балтіморському музеї мистецтв, музеї сучасного модерного мистецтва в Нью-Йорку та музеї у Г'юстоні, а також численних бієнале, зокрема у 49-й венеційській бієнале в 2001 році.
Роботи представлені у ряді великих музейних колекцій, таких як музей сучасного мистецтва, музей американського мистецтва, музей Гуггенхайма та музей сучасного мистецтва в Лос-Анджелесі.
Живе і працює в Нью-Йорку та Сеулі.